# Grupo Asesor Técnico Nacional de Inmunización
La inmunización Grupo Técnico Asesor Nacional (NITAG por sus siglas en inglés) es un comité asesor formado por grupos multidisciplinarios de expertos encargados de proporcionar información a los gobiernos nacionales que se utiliza para tomar decisiones basadas en la evidencia con respecto a la vacuna y la política de inmunización .  La mayoría de los países industrializados y algunos países en desarrollo han establecido oficialmente comités asesores para orientar las políticas de inmunización; otros países están trabajando para establecer tales comités.  NITAG en cada país puede tener diferentes nombres, por ejemplo: Comité Asesor sobre Prácticas de Inmunización (ACIP) en los Estados Unidos, Comité Conjunto de Vacunación e Inmunización (JCVI) en el Reino Unido, Comité Permanente de Vacunación (Ständige Impfkommission am Robert-Koch-Institut / STIKO) en Alemania, Comité Técnico de Vacunación (Comité Technique des Vaccinations / CTV) en Francia,  Comité Asesor Nacional sobre Inmunización (NACI) en Canadá,  y Grupo Asesor Técnico Nacional sobre Inmunización (NTAGI) en India.

## Propósito
El propósito principal del NITAG es proporcionar recursos técnicos, proporcionando orientación y recomendaciones a los responsables de la formulación de políticas nacionales y los directores de programas para que puedan tomar decisiones sobre políticas y programas relacionados con la inmunización basadas en pruebas. Esto también puede incluir programas de vacunación con respecto al momento apropiado, la dosis y las contraindicaciones de las vacunas.  Para garantizar que el gobierno preste la debida atención a las recomendaciones del NITAG, el NITAG suele informar a los funcionarios de alto nivel del Ministerio de Salud. 
Se considera que los NITAG son funcionales cuando cumplen con seis indicadores de proceso definidos acordados por la Organización Mundial de la Salud (OMS), que son: 
1. tener una base legislativa o administrativa,
2. tener términos de referencia formales,
3. tener al menos cinco áreas de especialización representadas entre sus miembros,
4. tener al menos una reunión por año,
5. distribución de la agenda y los documentos de antecedentes al menos una semana antes de las reuniones, y
6. tener divulgación obligatoria de conflictos de intereses.

A enero de 2020, hay 151 países que informan la existencia de NITAG y 134 países con NITAG con los seis criterios de funcionalidad de la OMS.

## Miembros
No hay reglas fijas sobre el número total de miembros del NITAG, ya que depende de consideraciones locales, como la necesidad de representación geográfica, el tamaño del país y la disponibilidad de recursos. Sin embargo, la experiencia ha demostrado que el NITAG funciona con éxito con alrededor de 10 a 15 miembros.  Los miembros del NITAG suelen estar formados por expertos multidisciplinarios y representan una amplia gama de habilidades y experiencia de las siguientes disciplinas / áreas: medicina clínica ( pediatría y medicina adolescente, medicina de adultos, geriatría ), epidemiólogos , especialistas en enfermedades infecciosas , microbiólogos , salud pública ,inmunología , vacunología , programa de inmunización, sistemas de salud y prestación , investigación clínica y economía de la salud.